# Holocentropus picicornis
Holocentropus picicornis är en nattsländeart som först beskrevs av Stephens 1836.  Holocentropus picicornis ingår i släktet Holocentropus och familjen fångstnätnattsländor. Arten är reproducerande i Sverige.

## Underarter
Arten delas in i följande underarter:
- H. p. aurata
- H. p. aureola
- H. p. danubicus